# مزرعة محمد صادق إقبال
مزرعة محمد صادق إقبال (بالفارسية: مزرعه محمد صادق اقبال) (بالإنجليزية: Mazraeh-ye Mohammad Sadeq Eqbal)‏، قرية في قسم حومه الريفي، الناحية المركزية، مقاطعة لارستان، محافظة فارس، إيران. سُجلت في إحصاء عام 2006 ميلادية ولم تسجل أي معلومات عن عدد سكانها.